# Iglesia de San Clemente (Coro)

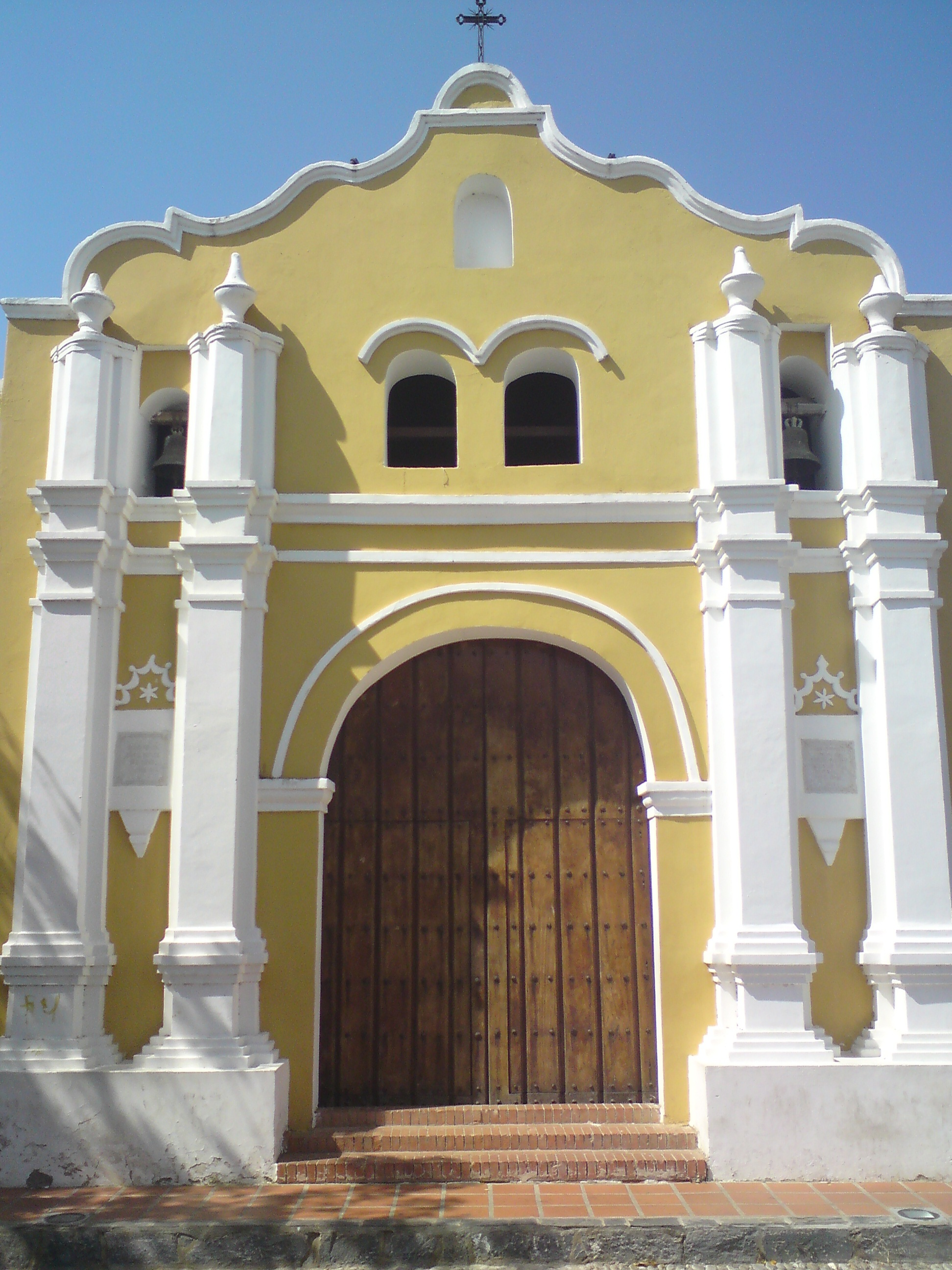
Fassade der Kirche

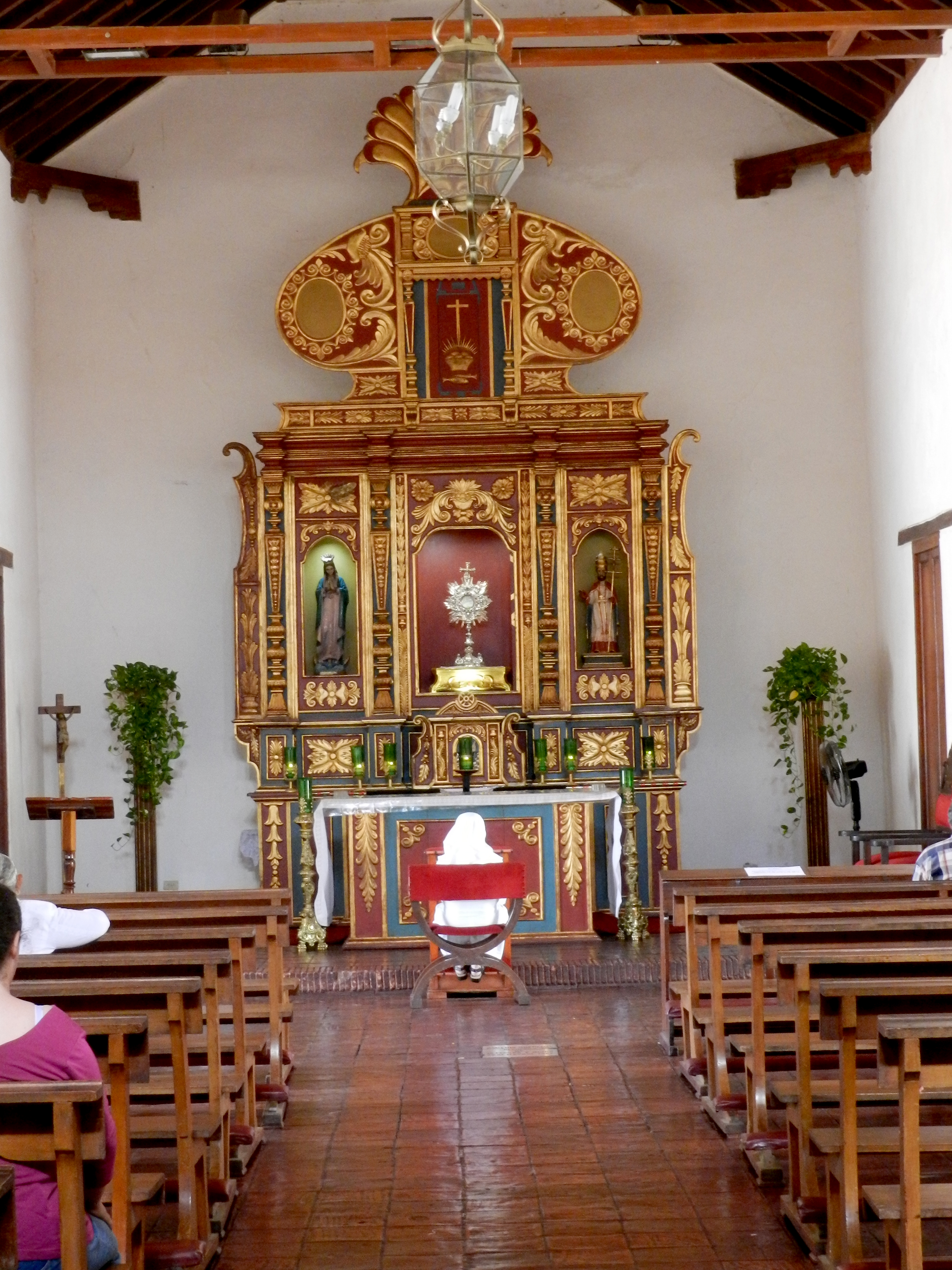
Innenraum, Altar

Die Iglesia de San Clemente in Coro, der Hauptstadt des venezolanischen Bundesstaates Falcón, ist eine römisch-katholische Kirche.
Sie gehört zum Erzbistum Coro und wird gemeinsam mit dem historischen Zentrum von Coro als Weltkulturerbe der UNESCO geführt.

## Geschichte
Bereits elf Jahre nach der Gründung von Coro durch Juan de Ampíes, am 26. Juli 1527, wurde mit dem Bau der Kirche begonnen. Benannt wurde sie nach dem vierten Papst Clemens I. Östlich der Kirche steht in einem offenen Pavillon das Holzkreuz Cruz de San Clemente, das als das von Juan de Ampíes errichtete gilt. An dieser Stelle wurde die erste heilige Messe Südamerikas gefeiert.
Die Kirche wurde nach 200-jähriger Bauzeit im 18. Jahrhundert vollendet.
Am 2. August 1960 wurde sie vom venezolanischen Staat per Amtsblatt Nr. 23.620 zu einem nationalen historischen Monument erklärt.
1993 wurde sie gemeinsam mit der Altstadt von Coro als Weltkulturerbe der UNESCO anerkannt.
Durch starke Unwetter in den Jahren 2004/05 wurden in der Stadt zahlreiche Schäden angerichtet, auch an der Iglesia de San Clemente. Deshalb wurde Coro 2005 auf der Roten Liste des gefährdeten Welterbes eingetragen.

## Beschreibung
Die Kirche ist ein klassizistischer Bau. Der Grundriss hat die Form eines lateinischen Kreuzes. Nur zwei weitere Kirchen in Venezuela wurden in Form eines Kreuzes errichtet: die San-Antonio-Kirche (Barcelona (Venezuela)) und die Kathedrale von San Miguel (Boconó, Trujillo).
Die Wände bestehen aus Ziegeln auf Steinfundamenten mit glattem Putz aus Kalk und Sand.